# 观音垱镇
观音垱镇，是中华人民共和国湖北省荆州市沙市区下辖的一个乡镇级行政单位。 地处长江平原腹地，东邻潜江，西接荆州，北依长湖，南望长江。国有面积182.6平方千米，人口4.3万，耕地面积6万余亩。镇政府驻观音垱。

## 行政区划
观音垱镇下辖以下地区：
观音垱社区、丫角社区、新阳村、玉壶村、观音垱村、皇屯村、铁剅村、张场村、高岭村、宜阳村、朱场村、五一村、杨林村、二龙岗村、金鸡村、新台村、北河村、泗场村、天星观村、黎湾村、泥港村、台林村、丫角村、皇陵村、豉湖村、何桥村、枪杆村、文岗村、习口村、偃月村、三洲村、北洲村、内泊湖渔场村、泥港湖渔场、潘泊湖渔林场、泗新农科所生活区、园林场村、燕子湖生活区和森鑫农业队。